# 溴二碘化铯
溴二碘化铯是一种无机化合物，化学式为CsBrI2，与CsI3同构。它可由溴化铯和碘反应制得，反应可以在水-乙醇混合溶剂中的进行。它在49 °C分解，热分解失重53.7%（理论值54.4%）。